# Alžběta Alexandrina Meklenbursko-Zvěřínská
Alžběta Alexandrina Meklenbursko-Zvěřínská (10. srpna 1869 – 3. září 1955) se narodila jako dcera Fridricha Františka II. Meklenbursko-Zvěřinského a jeho třetí manželky Marie Schwarzbursko-Rudolstadtské. Sňatkem s Fridrichem Augustem II. Oldenburským se stala manželkou posledního vládnoucího oldenburského velkovévody.

## Rodina
Alžběta byla příbuzná členů několika královských rodin. Narodila se jako nejstarší dítě Fridricha Františka II. Meklenbursko-Zvěřinského a jeho třetí manželky Marie Schwarzbursko-Rudolstadtské. Byla starší sestrou prince Jindřicha, manžela nizozemské královny Vilemíny, a tedy tetou královny Juliány. Byla také mladší nevlastní sestrou velkovévody Fridricha Františka III. Meklenbursko-Zvěřinského, přes něhož byla tetou dánské královny Alexandriny a poslední německé korunní princezny Cecílie. Marie měla také starší nevlastní sestru, ruskou velkokněžnu Marii, matku Kirilla Vladimiroviče, pretendenta ruského trůnu.
Jejími prarodiči byli Pavel Fridrich Meklenbursko-Zvěřínský a Alexandra Pruská, Adolf Schwarzbursko-Rudolstadtský a Matylda Schonbursko-Waldenburská.

## Manželství
Alžběta se 24. října 1896 provdala za oldenburského dědičného velkovévodu Fridricha Augusta, jehož první manželka Alžběta Anna zemřela v roce 1895 a zanechala po sobě jedinou dceru Žofii Šarlotu. Fridrich August potřeboval mužského dědice. V roce 1900 se stal oldenburským velkovévodou a z Alžběty se stala velkovévodkyně. Alžběta Alexandrina měla s Fridrichem Augustem pět dětíː
- Mikuláš Fridrich Vilém Oldenburský (10. srpna 1897 – 3. dubna 1970), 26. října 1921 se oženil s Helenou Waldecko-Pyrmontskou, se kterou měl devět dětí. 20. září 1950 se podruhé oženil s Annou Marií von Schutzbar genannt Milchling.
- Fridrich August Oldenburský (25. března 1900 – 26. března 1900), dvojče Alexandriny, zemřel po narození.
- Alexandrina Oldenburská (25. března 1900 – 26. března 1900), dvojče Fridricha Augusta, zemřela po narození.
- Ingeborg Alix Oldenburská (20. července 1901 – 10. ledna 1996), provdala se za Štěpána Alexandra Viktora ze Schaumburg-Lippe.
- Altburg Marie Matylda Olga Oldenburská (19. května 1903 – 16. června 2001), 25. srpna 1922 se provdala za Josiáše Waldecko-Pyrmontského, s nímž měla pět dětí.

Když se na konci První světové války stalo Německé císařství poválečnou Německou republikou, byl Fridrich August nucen abdikovat. I s rodinou se poté usadil na zámku Rastede, kde se zajímal o místní zemědělství a průmysl. Rok po abdikaci požádal Oldenbursko o roční příspěvek ve výši 150 000 s tím, že jeho finanční situace je "mimořádně nejistá".
V roce 1931 Fridrich v Rastede zemřel. Ovdovělá Alžběta se v roce 1937 účastnila svatby Juliány Nizozemské s Bernardem z Lippe-Biesterfeld.
Alžběta zemřela 3. září 1955 po 24 letech vdovství.

## Tituly a oslovení
- 10. srpna 1869 – 24. října 1896ː Její Výsost vévodkyně Alžběta Alexandrina Meklenbursko-Zvěřínská
- 24. října 1896 – 13. června 1900ː Její Královská Výsost dědičná oldenburská velkovévodkyně
- 13. června 1900 – 24. února 1931ː Její Královská Výsost oldenburská velkovévodkyně
- 24. února 1931 – 3. září 1955ː Její Královská Výsost oldenburská velkovévodkyně vdova

## Vývod z předků
|                                            |                                              |  |                                            |                                                 |  |  |  |  |  |  |  | Fridrich František I. Meklenbursko-Zvěřínský |
|                                            |                                              |  |                                            |                                                 |  |  |  |  |  |  |  |                                              |
|                                            | Fridrich Ludvík Meklenbursko-Zvěřínský       |  |                                            |                                                 |  |  |  |  |  |  |  |                                              |
|                                            |                                              |  |                                            |                                                 |  |  |  |  |  |  |  |                                              |
|                                            |                                              |  |                                            | Luisa Sasko-Gothajsko-Altenburská               |  |  |  |  |  |  |  |                                              |
|                                            |                                              |  |                                            |                                                 |  |  |  |  |  |  |  |                                              |
|                                            | Pavel Fridrich Meklenbursko-Zvěřínský        |  |                                            |                                                 |  |  |  |  |  |  |  |                                              |
|                                            |                                              |  |                                            |                                                 |  |  |  |  |  |  |  |                                              |
|                                            |                                              |  |                                            | Pavel I. Ruský                                  |  |  |  |  |  |  |  |                                              |
|                                            |                                              |  |                                            |                                                 |  |  |  |  |  |  |  |                                              |
|                                            | Jelena Pavlovna Ruská                        |  |                                            |                                                 |  |  |  |  |  |  |  |                                              |
|                                            |                                              |  |                                            |                                                 |  |  |  |  |  |  |  |                                              |
|                                            |                                              |  |                                            | Žofie Dorotea Württemberská                     |  |  |  |  |  |  |  |                                              |
|                                            |                                              |  |                                            |                                                 |  |  |  |  |  |  |  |                                              |
|                                            | Bedřich František II. Meklenbursko-Zvěřínský |  |                                            |                                                 |  |  |  |  |  |  |  |                                              |
|                                            |                                              |  |                                            |                                                 |  |  |  |  |  |  |  |                                              |
|                                            |                                              |  |                                            | Fridrich Vilém II. Pruský                       |  |  |  |  |  |  |  |                                              |
|                                            |                                              |  |                                            |                                                 |  |  |  |  |  |  |  |                                              |
|                                            | Fridrich Vilém III.                          |  |                                            |                                                 |  |  |  |  |  |  |  |                                              |
|                                            |                                              |  |                                            |                                                 |  |  |  |  |  |  |  |                                              |
|                                            |                                              |  |                                            | Frederika Luisa Hesensko-Darmstadtská           |  |  |  |  |  |  |  |                                              |
|                                            |                                              |  |                                            |                                                 |  |  |  |  |  |  |  |                                              |
|                                            | Alexandra Pruská                             |  |                                            |                                                 |  |  |  |  |  |  |  |                                              |
|                                            |                                              |  |                                            |                                                 |  |  |  |  |  |  |  |                                              |
|                                            |                                              |  |                                            | Karel II. Meklenbursko-Střelický                |  |  |  |  |  |  |  |                                              |
|                                            |                                              |  |                                            |                                                 |  |  |  |  |  |  |  |                                              |
|                                            | Luisa Meklenbursko-Střelická                 |  |                                            |                                                 |  |  |  |  |  |  |  |                                              |
|                                            |                                              |  |                                            |                                                 |  |  |  |  |  |  |  |                                              |
|                                            |                                              |  |                                            | Frederika Hesensko-Darmstadtská                 |  |  |  |  |  |  |  |                                              |
|                                            |                                              |  |                                            |                                                 |  |  |  |  |  |  |  |                                              |
| Alžběta Alexandrina Meklenbursko-Zvěřínská |                                              |  |                                            |                                                 |  |  |  |  |  |  |  |                                              |
|                                            |                                              |  |                                            |                                                 |  |  |  |  |  |  |  |                                              |
|                                            |                                              |  | Fridrich Karel Schwarzbursko-Rudolstadtský |                                                 |  |  |  |  |  |  |  |                                              |
|                                            |                                              |  |                                            |                                                 |  |  |  |  |  |  |  |                                              |
|                                            | Karel Schwarzbursko-Rudolstadtský            |  |                                            |                                                 |  |  |  |  |  |  |  |                                              |
|                                            |                                              |  |                                            |                                                 |  |  |  |  |  |  |  |                                              |
|                                            |                                              |  |                                            | Augusta Schwarzbursko-Rudolstadtská             |  |  |  |  |  |  |  |                                              |
|                                            |                                              |  |                                            |                                                 |  |  |  |  |  |  |  |                                              |
|                                            | Adolf Schwarzbursko-Rudolstadtský            |  |                                            |                                                 |  |  |  |  |  |  |  |                                              |
|                                            |                                              |  |                                            |                                                 |  |  |  |  |  |  |  |                                              |
|                                            |                                              |  |                                            | Fridrich V. Hesensko-Homburský                  |  |  |  |  |  |  |  |                                              |
|                                            |                                              |  |                                            |                                                 |  |  |  |  |  |  |  |                                              |
|                                            | Ulrika Hesensko-Homburská                    |  |                                            |                                                 |  |  |  |  |  |  |  |                                              |
|                                            |                                              |  |                                            |                                                 |  |  |  |  |  |  |  |                                              |
|                                            |                                              |  |                                            | Karolína Hesensko-Darmstadtská                  |  |  |  |  |  |  |  |                                              |
|                                            |                                              |  |                                            |                                                 |  |  |  |  |  |  |  |                                              |
|                                            | Marie Schwarzbursko-Rudolstadtská            |  |                                            |                                                 |  |  |  |  |  |  |  |                                              |
|                                            |                                              |  |                                            |                                                 |  |  |  |  |  |  |  |                                              |
|                                            |                                              |  |                                            | Ota Schonbursko-Waldenburský                    |  |  |  |  |  |  |  |                                              |
|                                            |                                              |  |                                            |                                                 |  |  |  |  |  |  |  |                                              |
|                                            | Ota Viktor Schonbursko-Waldenburský          |  |                                            |                                                 |  |  |  |  |  |  |  |                                              |
|                                            |                                              |  |                                            |                                                 |  |  |  |  |  |  |  |                                              |
|                                            |                                              |  |                                            | Henrieta z Reuss-Köstritzu                      |  |  |  |  |  |  |  |                                              |
|                                            |                                              |  |                                            |                                                 |  |  |  |  |  |  |  |                                              |
|                                            | Matylda Schonbursko-Waldenburská             |  |                                            |                                                 |  |  |  |  |  |  |  |                                              |
|                                            |                                              |  |                                            |                                                 |  |  |  |  |  |  |  |                                              |
|                                            |                                              |  |                                            | Ludvík Fridrich II. Schwarzbursko-Rudolstadtský |  |  |  |  |  |  |  |                                              |
|                                            |                                              |  |                                            |                                                 |  |  |  |  |  |  |  |                                              |
|                                            | Tekla Schwarzbursko-Rudolstadtská            |  |                                            |                                                 |  |  |  |  |  |  |  |                                              |
|                                            |                                              |  |                                            |                                                 |  |  |  |  |  |  |  |                                              |
|                                            |                                              |  |                                            | Karolina Hesensko-Homburská                     |  |  |  |  |  |  |  |                                              |
|                                            |                                              |  |                                            |                                                 |  |  |  |  |  |  |  |                                              |